# Геря Микита Валерійович
Микита Валерійович Геря (9 травня 1992, м. Київ, Україна) — український хокеїст, нападник. Виступає за «Гайдамаки» (Вінниця) у Професіональній хокейній лізі.
Вихованець СДЮСШОР «Сокіл» (Київ). Виступав за «Сокіл» (Київ).
У складі юніорської збірної України учасник чемпіонату світу 2010 (дивізіон II).